# Clare Stone
Clare Stone (Canada, 1992) è un'attrice canadese.
Cominciò la sua carriera da attrice nel 2003 con il film thriller Water's Edge di Harvey Kahn, dove interpreta il ruolo di Meredith Tanner.
Seguono molte altre partecipazioni a serie televisive e film, tra cui Would Be Kings, The Jane Show, Breach - L'infiltrato, Mom at Sixteen, Godsend - Il male è rinato, Shattered City: The Halifax Explosion, Beautiful Girl e molti altri.
Il suo ruolo di Charlotte Henry in Would Be Kings del 2008 lo portò a ricevere una nomination ai Gemini Awards come "Best Performance by an Actress in a Featured Supporting Role in a Dramatic Program or Mini-Series".
Nel 2009 appare in Mr. Nobody di Jaco Van Dormael.

## Filmografia

### Serie televisive
- The Jane Show (2006-2007)
- Mixed Blessings (2007)
- Would Be Kings (2008)
- Wild Roses (2009)

### Film
- Water's Edge (2003)
- Beautiful Girl (2003; TV)
- Godsend - Il male è rinato (2004)
- The Third Eye (2004; cortometraggio)
- Samantha: An American Girl Holiday (2004; TV)
- Vinegar Hill (2005; TV)
- In dieci sotto un tetto (2005; TV; I Do, They Don't)
- Mom at Sixteen (2005)
- L'uomo che perse se stesso (2005; TV; The Man Who Lost Himself)
- Breach - L'infiltrato (2007; Breach)
- The Altar Boy Gang  (2007)
- Mr. Nobody (2009)